# Кубок Еміра Катару з футболу 2017
Кубок Еміра Катару з футболу 2017 — 45-й розіграш головного кубкового футбольного турніру у Катарі. Титул володаря кубка здобув Ас-Садд.

## Календар
| Раунд        | Дата              | Матчі | Клуби   |
| ------------ | ----------------- | ----- | ------- |
| Перший раунд | 9 квітня 2017     | 2     | 18 → 16 |
| Другий раунд | 23 квітня 2017    | 4     | 16 → 12 |
| Третій раунд | 27-28 квітня 2017 | 4     | 12 → 8  |
| 1/4 фіналу   | 3-6 травня 2017   | 4     | 8 → 4   |
| 1/2 фіналу   | 13-14 травня 2017 | 2     | 4 → 2   |
| Фінал        | 19 травня 2017    | 1     | 2 → 1   |

## Перший раунд
| Команда 1      | Рахунок | Команда 2         |
| -------------- | ------- | ----------------- |
| 9 квітня 2017  |         |                   |
| Катар СК (2)   | 1:2     | Аль-Месаймеер (2) |
| Аль-Мархія (2) | 1:0     | Аль-Шамаль (2)    |

## Другий раунд
| Команда 1         | Рахунок | Команда 2  |
| ----------------- | ------- | ---------- |
| 23 квітня 2017    |         |            |
| Аль-Мархія (2)    | 0:2     | Аль-Аглі   |
| Аль-Месаймеер (2) | 3:2     | Аль-Арабі  |
| Аль-Вакра         | 3:5     | Аш-Шаханія |
| Аль-Муайдар       | 0:3     | Аль-Хор    |

## Третій раунд
| Команда 1      | Рахунок      | Команда 2         |
| -------------- | ------------ | ----------------- |
| 27 квітня 2017 |              |                   |
| Аль-Гарафа     | 2:0          | Аль-Месаймеер (2) |
| Ас-Сайлія      | 2:2 пен. 3:4 | Аль-Хор           |
| 28 квітня 2017 |              |                   |
| Аль-Харітіят   | 3:3 пен. 4:2 | Аль-Аглі          |
| Умм-Салаль     | 2:1          | Аш-Шаханія        |

## 1/4 фіналу
| Команда 1     | Рахунок | Команда 2    |
| ------------- | ------- | ------------ |
| 3 травня 2017 |         |              |
| Ар-Райян      | 2:1     | Аль-Гарафа   |
| 4 травня 2017 |         |              |
| Лехвія        | 3:1     | Аль-Хор      |
| 5 травня 2017 |         |              |
| Ас-Садд       | 4:1     | Аль-Харітіят |
| 6 травня 2017 |         |              |
| Аль-Джаїш     | 5:3     | Умм-Салаль   |

## 1/2 фіналу
| Команда 1      | Рахунок | Команда 2 |
| -------------- | ------- | --------- |
| 13 травня 2017 |         |           |
| Ар-Райян       | 3:1     | Лехвія    |
| 14 травня 2017 |         |           |
| Ас-Садд        | 2:0     | Аль-Джаїш |

## Фінал
| 19 травня 2017 19:00 (EEST) |

| Ар-Райян   | 1:2      | Ас-Садд                            |
| ---------- | -------- | ---------------------------------- |
| Табата 49' | Протокол | аль-Хайдос 59' (пен.) Хамрун 90+1' |

| Хамад бін Халіфа, Доха Глядачів: 47 000 Арбітр: Джанлука Роккі |